# Parmeliaceae
Parmeliaceae F.Bercht. & J.Presl, 1820 è una famiglia di licheni appartenenti all'ordine Lecanorales.

## Distribuzione e habitat
La famiglia ha una distribuzione cosmopolita ed è presente in una ampia gamma di habitat e regioni climatiche.

## Tassonomia
La famiglia comprende oltre 2000 specie, raggruppate in 2 sottofamiglie e 80 generi:
Sottofamiglia Parmelioideae
- Alectoria
- Allantoparmelia
- Anzia
- Arctoparmelia
- Asahinea
- Austromelanelixia
- Austroparmelina
- Brodoa
- Bryocaulon
- Bryoria
- Bulborrhizina
- Bulbothrix
- Canoparmelia
- Cetraria
- Cetrelia
- Cladocetraria
- Coelopogon
- Cornicularia
- Crespoa
- Dactylina
- Davidgallowaya
- Dolichousnea
- Emodomelanelia
- Esslingeriana
- Evernia
- Everniopsis
- Flavocetraria
- Flavoparmelia
- Flavopunctelia
- Foveolaria
- Gowardia
- Himantormia
- Hypogymnia
- Hypotrachyna
- Imshaugia
- Kaernefeltia
- Letharia
- Lethariella
- Masonhalea
- Melanelia
- Melanelixia
- Melanohalea
- Menegazzia
- Montanelia
- Myelochroa
- Nephromopsis
- Nesolechia
- Nipponoparmelia
- Nodobryoria
- Notoparmelia
- Omphalodium
- Omphalora
- Oropogon
- Pannoparmelia
- Parmelia
- Parmelina
- Parmelinella
- Parmeliopsis
- Parmotrema
- Parmotremopsis
- Phacopsis
- Platismatia
- Pleurosticta
- Protousnea
- Pseudephebe
- Pseudevernia
- Pseudoparmelia
- Psiloparmelia
- Punctelia
- Relicina
- Remototrachyna
- Sulcaria
- Tuckermanella
- Tuckermanopsis
- Usnea
- Vulpicida
- Xanthoparmelia

Sottofamiglia Protoparmelioideae
- Maronina
- Neoprotoparmelia
- Protoparmelia

### Alcune specie

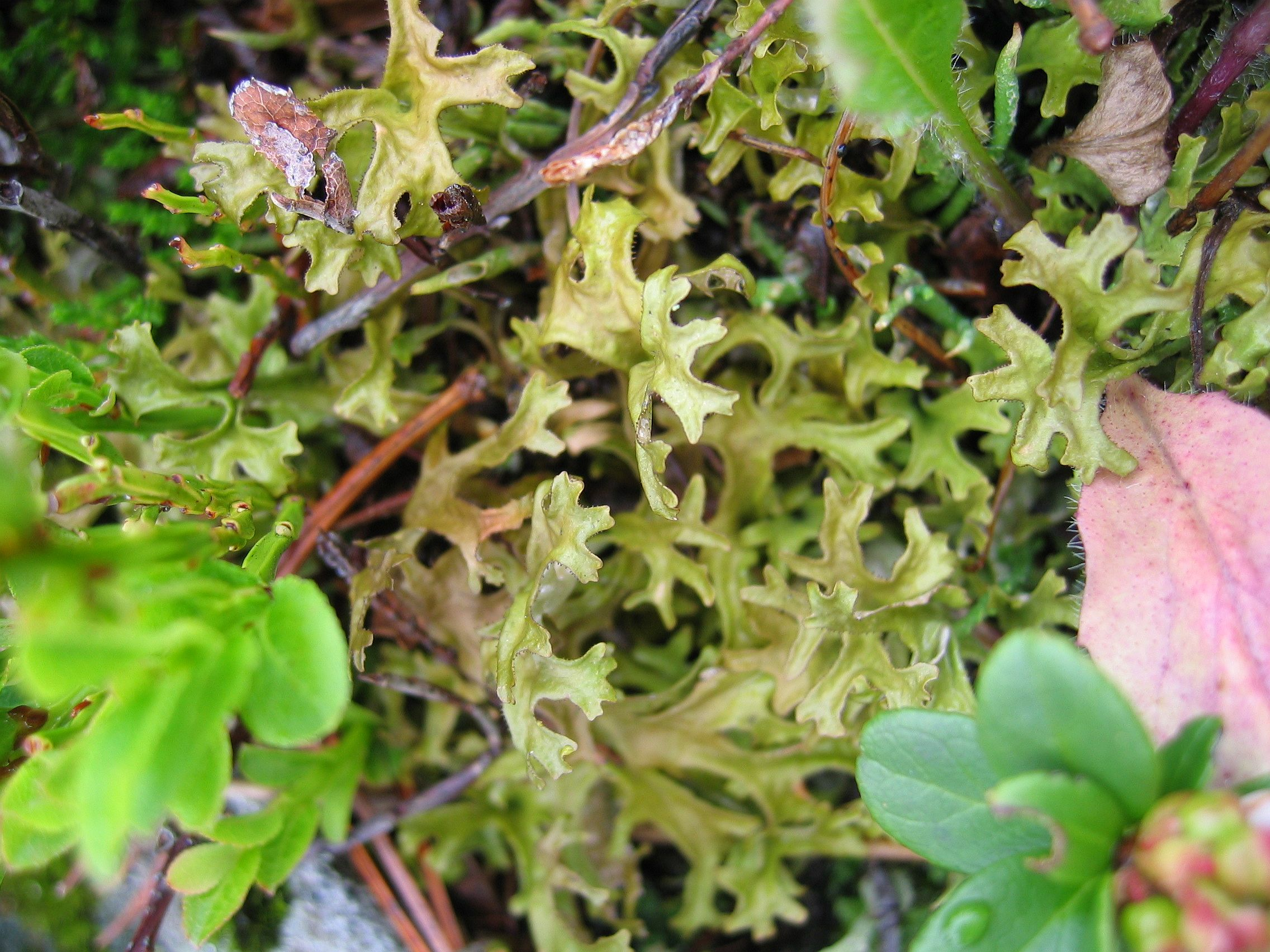
Cetraria islandica
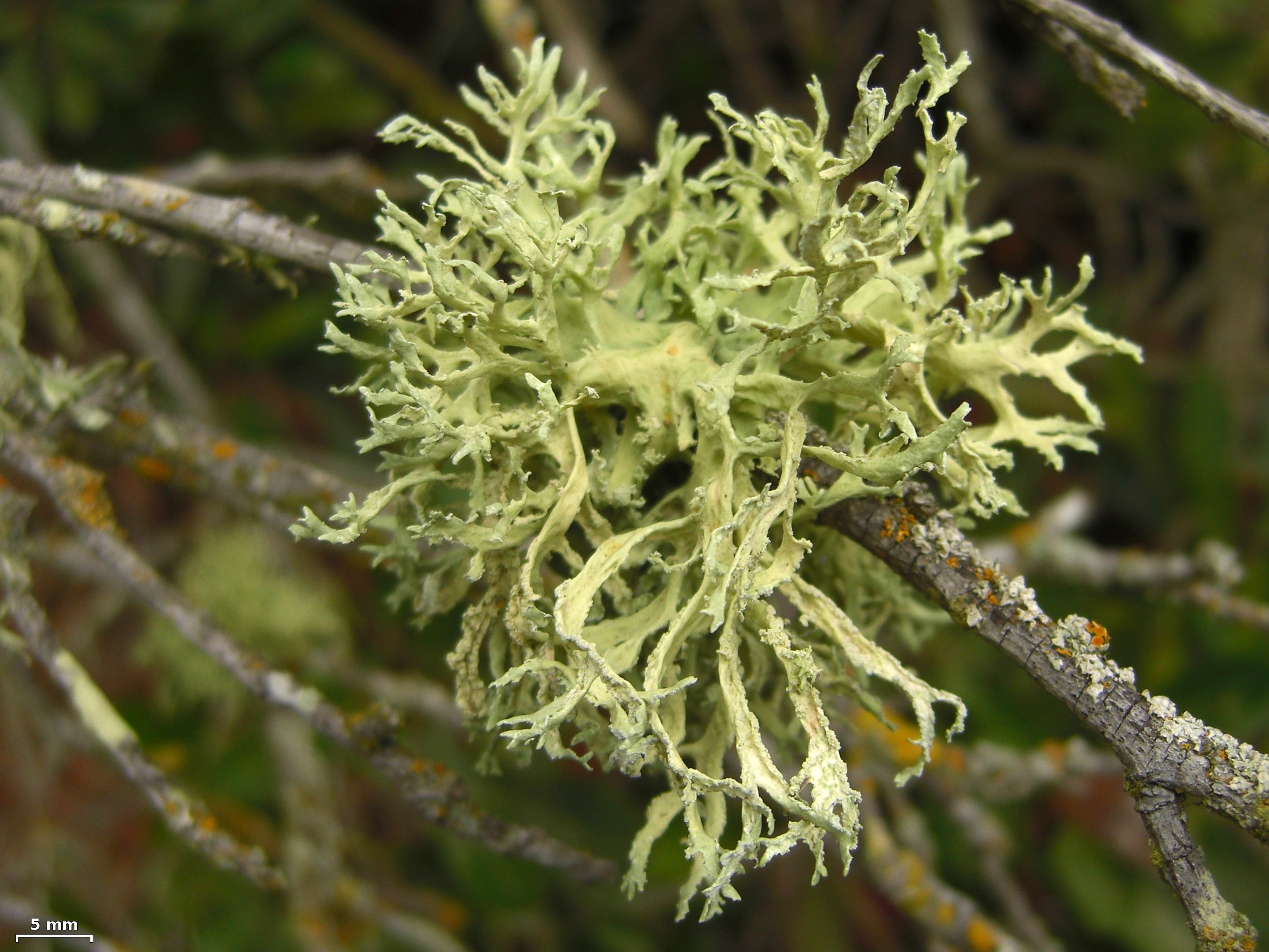
Evernia prunastri
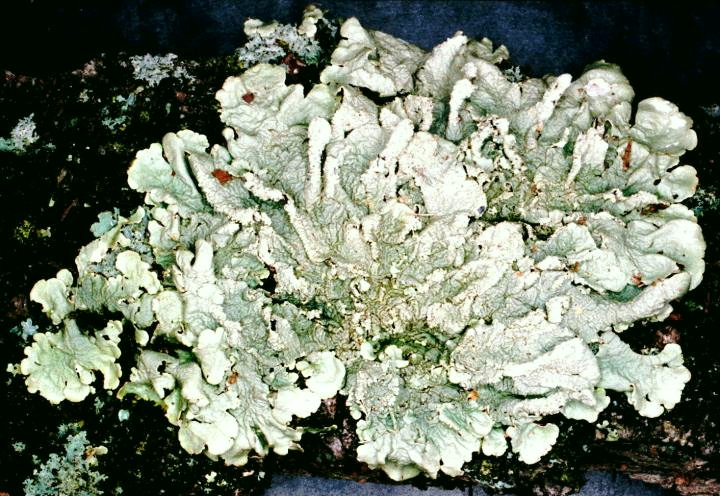
Flavoparmelia caperata
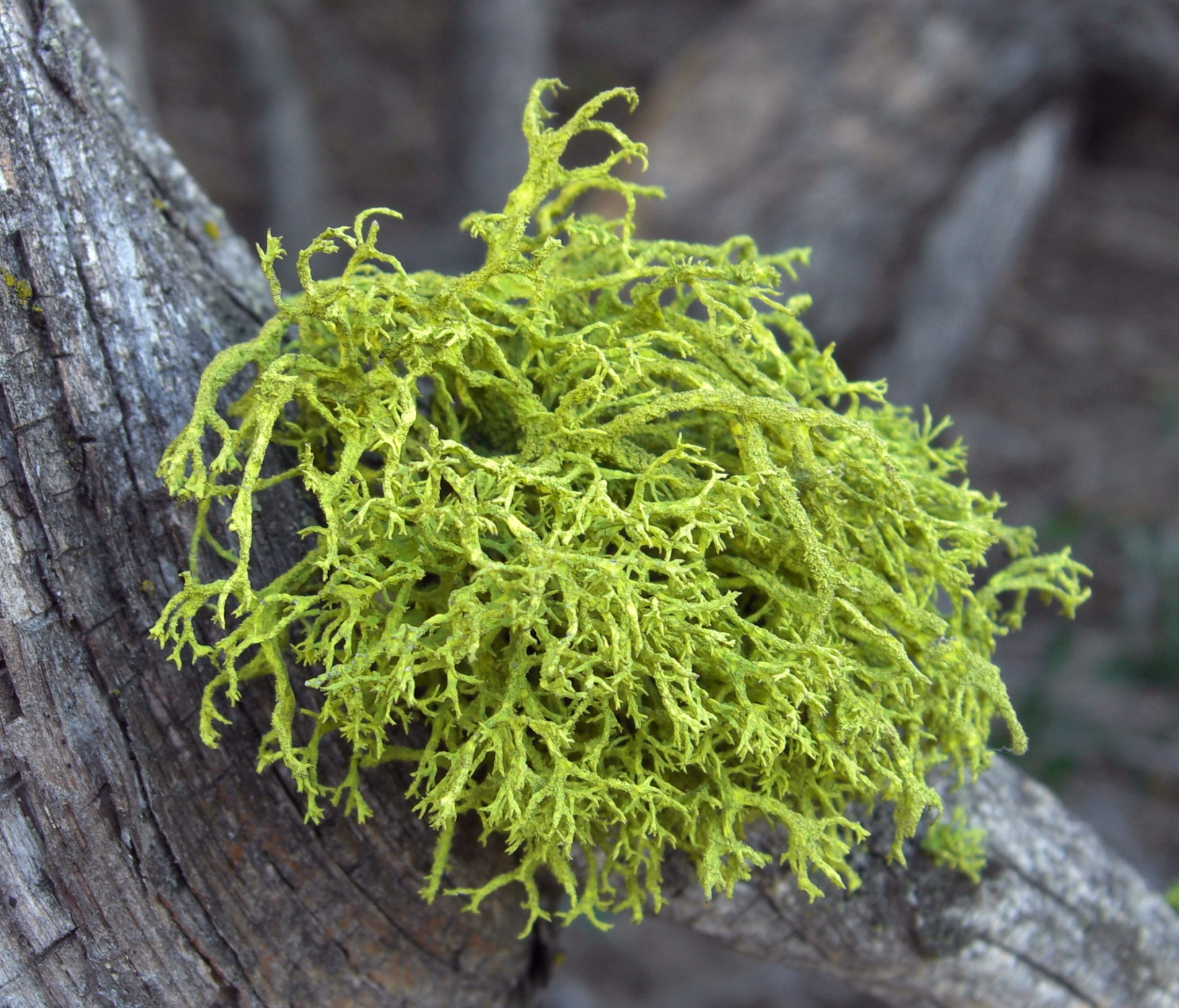
Letharia vulpina
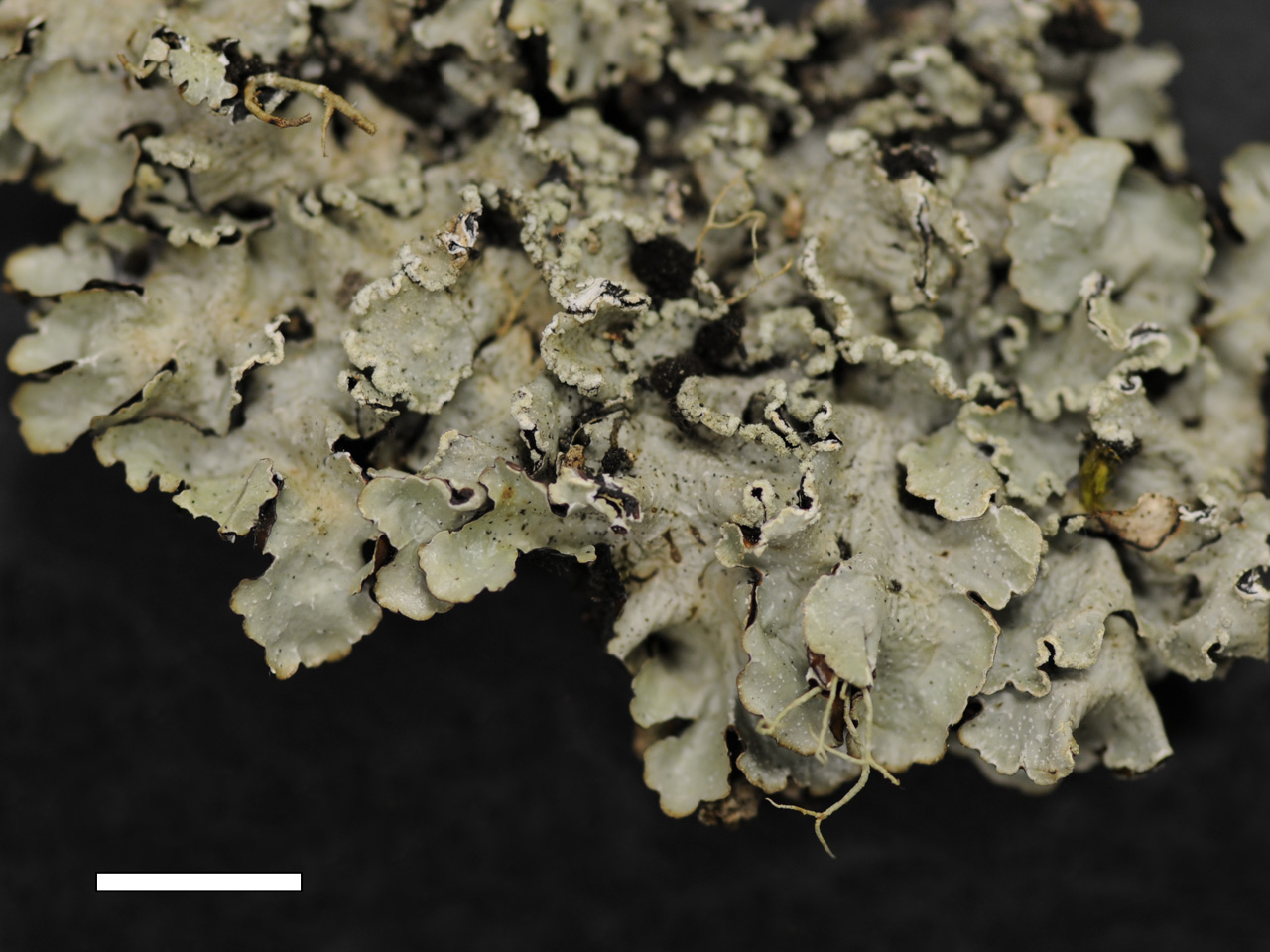
Parmelia cunninghamii
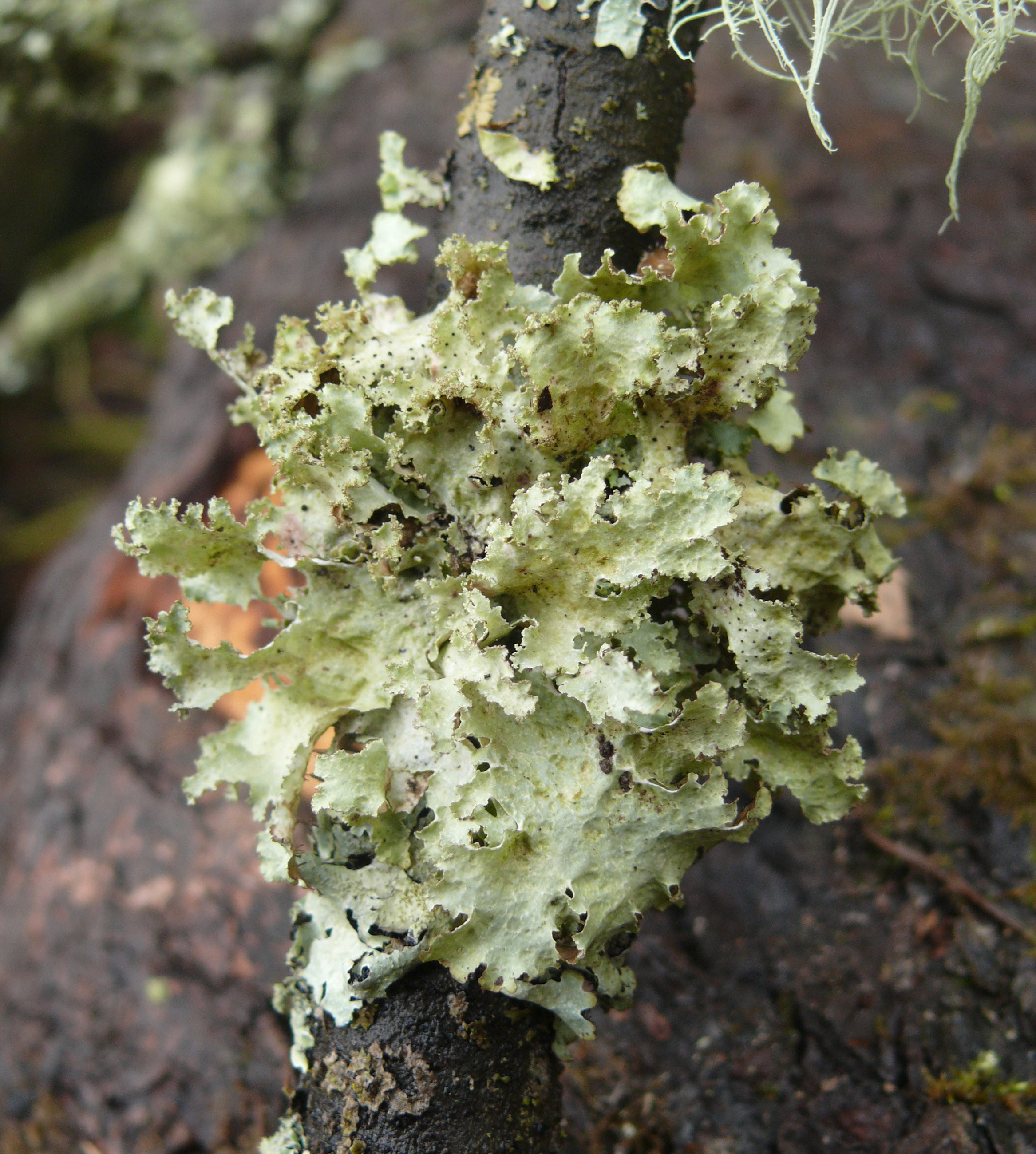
Platismatia glauca
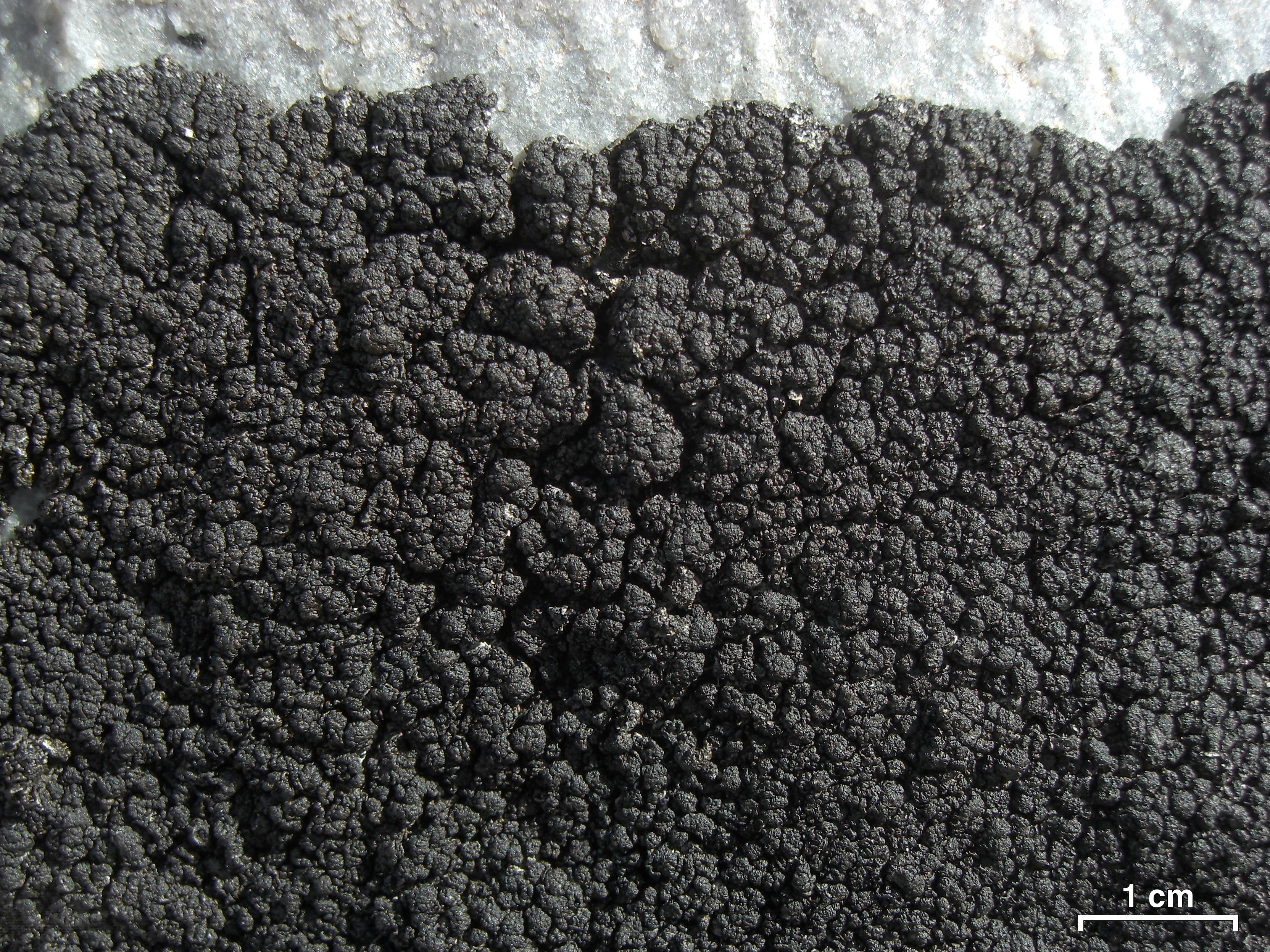
Pseudephebe minuscula
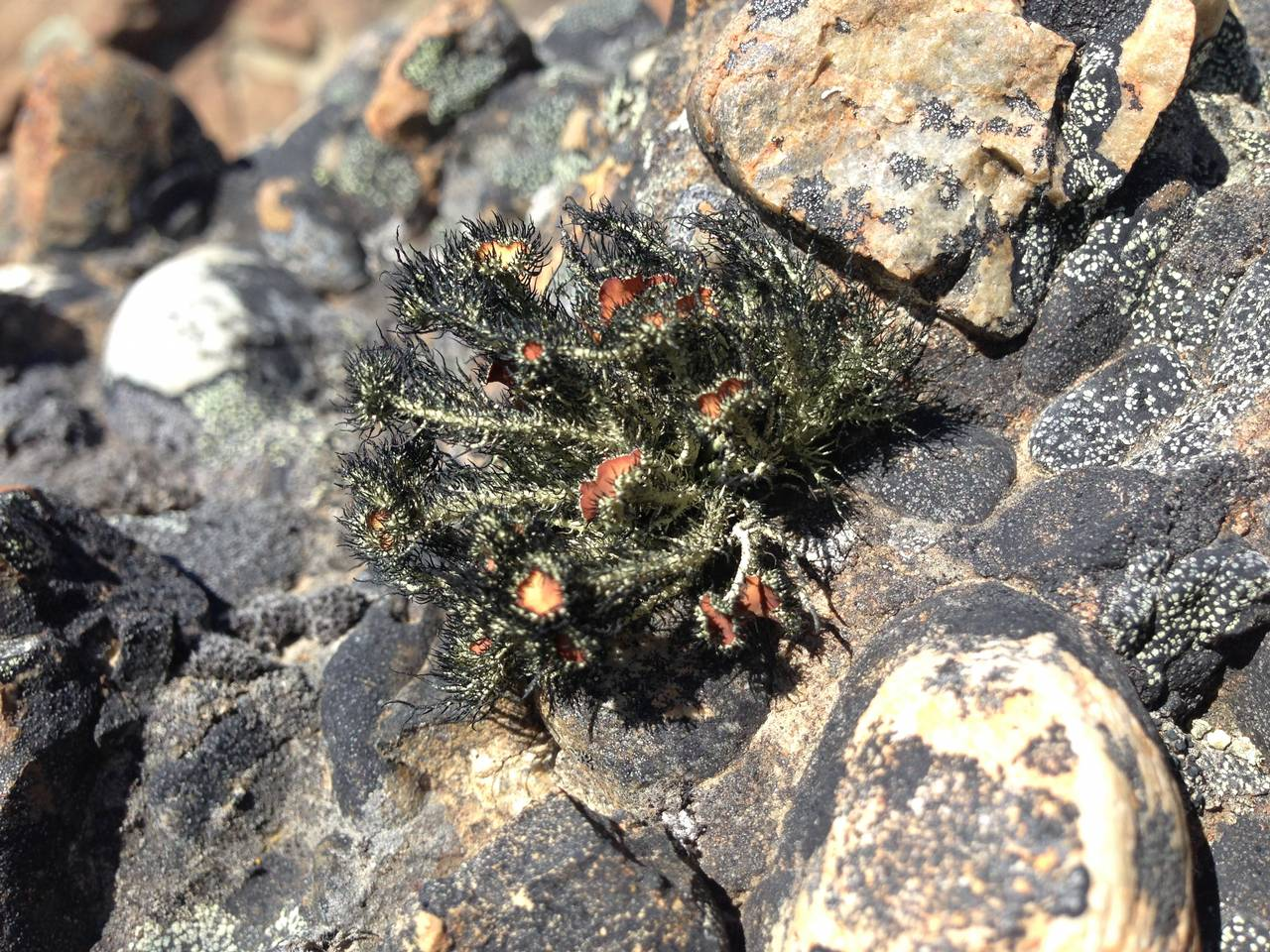
Usnea sphacelata
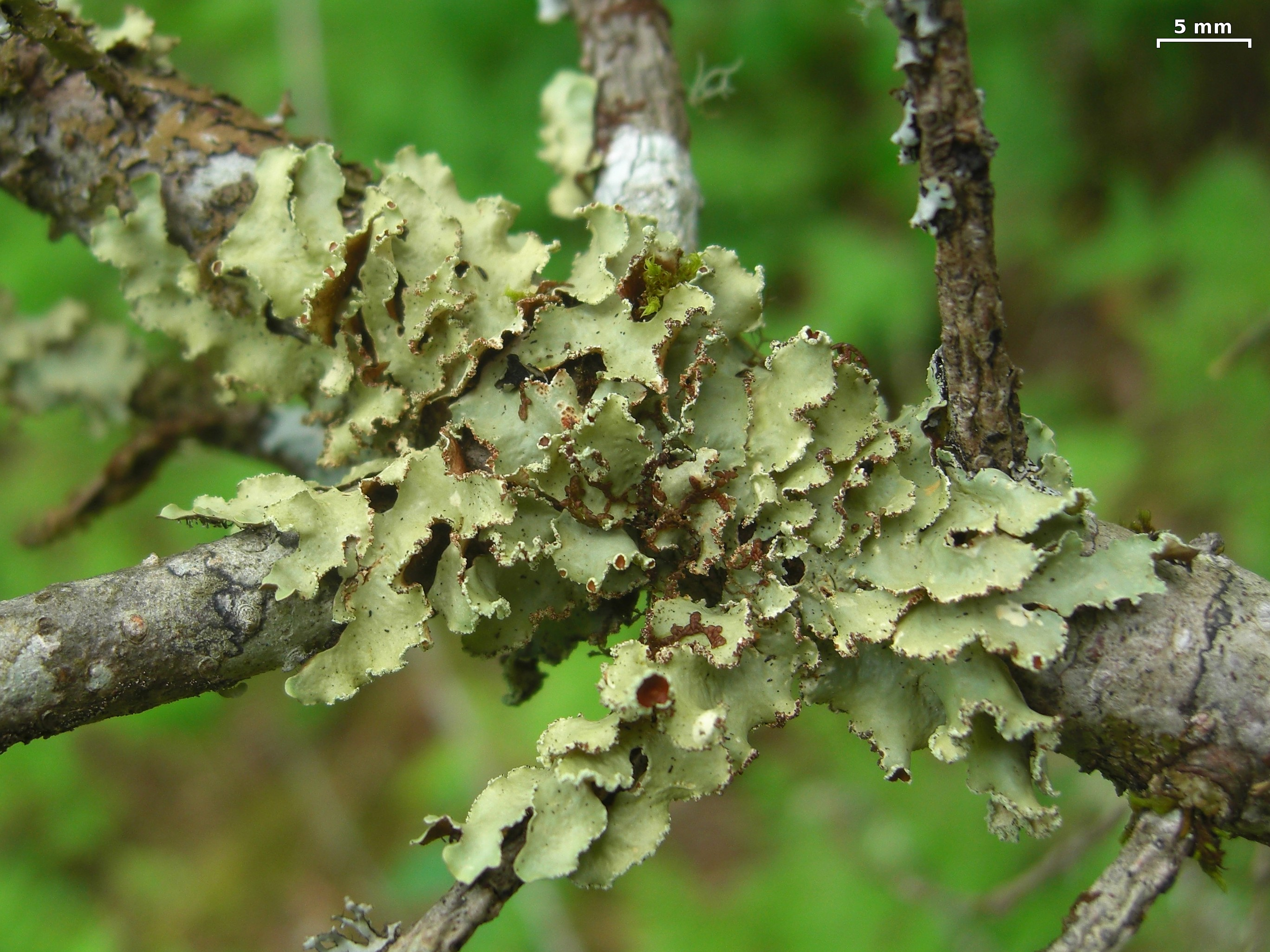
Usnocetraria oakesiana
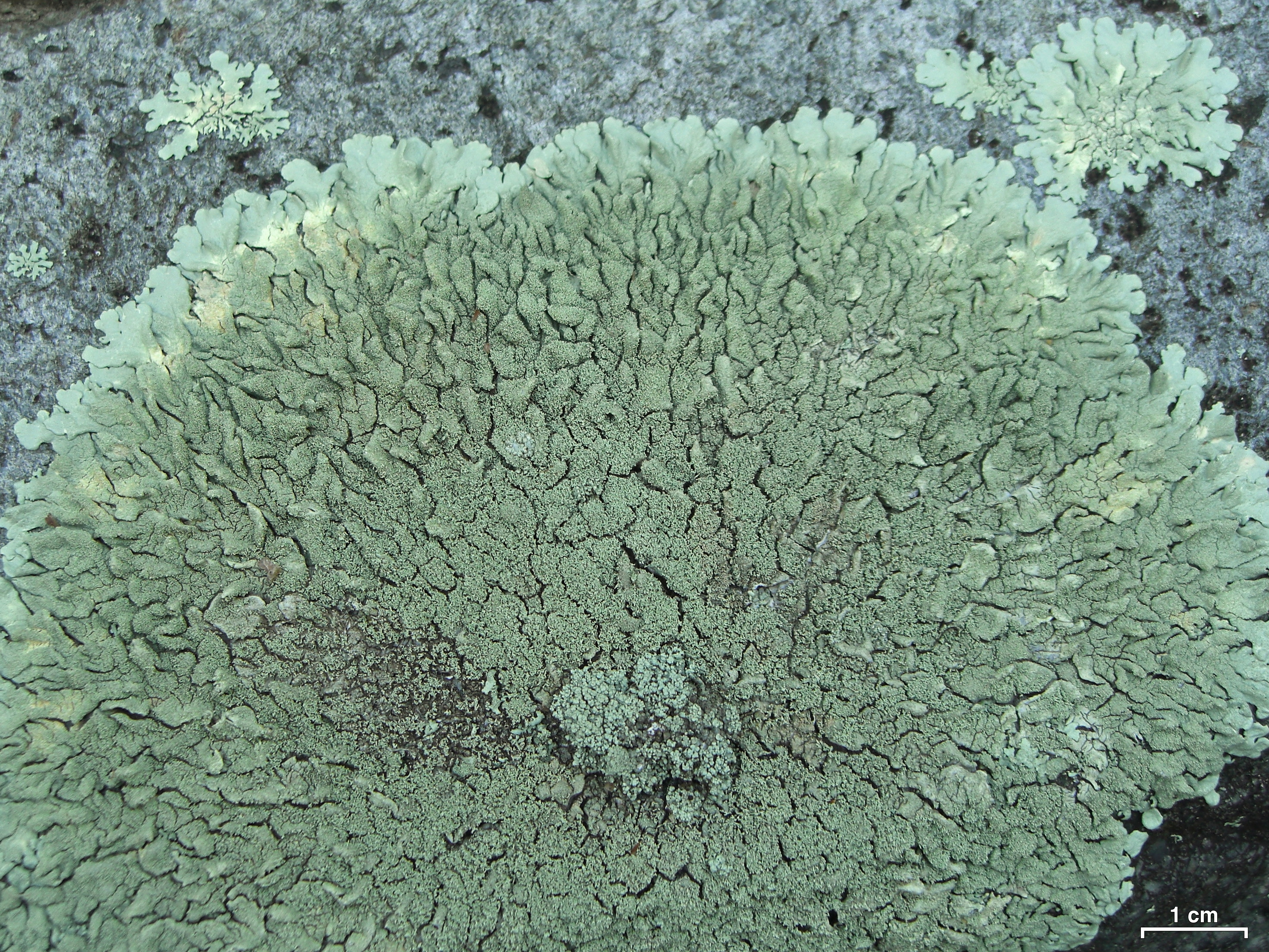
Xanthoparmelia conspersa